# Patrimoni dell'umanità delle Isole Salomone
I patrimoni dell'umanità delle Isole Salomone sono i siti dichiarati dall'UNESCO come patrimonio dell'umanità nelle Isole Salomone, che sono divenute parte contraente della Convenzione sul patrimonio dell'umanità il 10 giugno 1992.
Al 2022 un solo sito è iscritto nella Lista dei patrimoni dell'umanità: East Rennell, scelto nel 1998 in occasione della ventiduesima sessione del comitato del patrimonio mondiale; esso è stato iscritto nella Lista dei patrimoni dell'umanità in pericolo nel 2013, a causa del disboscamento che sta danneggiando il suo ecosistema. Due sono invece le candidature per nuove iscrizioni.

## Siti del Patrimonio mondiale
| Foto | Sito         | Luogo                          | Tipo               | Anno | Descrizione |
| ---- | ------------ | ------------------------------ | ------------------ | ---- | --- |
|      | East Rennell | Provincia di Rennell e Bellona | Naturale (854; ix) | 1998 | East Rennell costituisce il terzo meridionale dell'isola di Rennell, l'isola più meridionale delle Isole Salomone. Rennell, 86 km di lunghezza x 15 km di larghezza, è il più grande atollo corallino rialzato del mondo. Il sito comprende circa 37 000 ettari di terra e un'area marina che si estende per 3 miglia nautiche dal mare. Una caratteristica importante dell'isola è il Lago Tegano, che era l'ex laguna dell'atollo. Esso, il più grande lago del Pacifico insulare (15 500 ha), è salmastro e contiene molte aspre isole calcaree e specie endemiche. Rennell è per lo più ricoperta da una fitta foresta, con una chioma alta in media 20 m. Insieme ai forti effetti climatici dei frequenti cicloni, il sito è un vero laboratorio naturale per la ricerca scientifico. Il sito è sottoposto alla proprietà e gestione della terra consuetudinaria. |

## Siti candidati
| Foto | Sito                                                             | Luogo                                                                                             | Tipo                                       | Anno       | Descrizione |
| ---- | ---------------------------------------------------------------- | ------------------------------------------------------------------------------------------------- | ------------------------------------------ | ---------- | --- |
|      | Complesso Marovo-Tetepare                                        | Provincia Occidentale                                                                             | Misto (5414; iii, v, vi, vii, viii, ix, x) | 23/12/2008 | Il sito comprende le aree marine della Laguna di Marovo e aree terrestri selezionate delle isole Vangunu e Gatokae, l'isola disabitata di Tetepare e le aree marine costiere associate, le aree marine e costiere della punta meridionale e sud-ovest costa dell'isola di Rendova e le isole coralline disabitate di Hele. Il Complesso Marovo-Tetepare comprende più di 1600 km² di ecosistemi terrestri e marini: è un paesaggio di vulcani dormienti, aspre catene interne, vasti sistemi lagunari e numerose isole, che comprende alcuni dei migliori esempi di tutti i biomi del Pacifico. |
|      | Patrimonio della foresta pluviale tropicale delle Isole Salomone | Provincia di Choiseul, Provincia di Guadalcanal, Provincia di Makira-Ulawa, Provincia Occidentale | Naturale (5416; vii, ix, x)                | 23/12/2008 | Il patrimonio della foresta pluviale tropicale delle Isole Salomone è un sito seriale che comprende quattro aree rappresentative della foresta pluviale tropicale dell'arcipelago: le Bauro Highlands sull'isola di Makira, la fascia vulcanica centrale della caldera di Kolombangara, l'area del monte Maetambe sull'isola Choiseul e l'area del monte Popomanaseu su Guadalcanal. I quattro siti che compongono il sito candidato insieme coprono oltre circa 1500 km². |